# Corrado Paonessa
Corrado Paonessa (Napoli, 23 gennaio 1963) è un chitarrista e compositore italiano.

. Didatta, compositore, arrangiatore, produttore, le sue collaborazioni spaziano dal jazz al pop, dalla musica brasiliana a quella classica napoletana. È l'ideatore di un nuovo sistema didattico denominato GTLAB.

## Collaborazioni live e discografiche
James Senese, Tullio De Piscopo, Rino Zurzolo, Marco Zurzolo, Marco Sannini, Roberto Schiano, Antonio Solimene, Eneiro, Sergio Di Natale, Rick Latham, Irene Fargo, Vincenzo Zitello, Franco Del Prete, Paolo Odierna, Salvatore Tranchini, Don Ross, Mario Castiglia, Fredy Malfi, Andrew Gouchè, Matthew Garrison, Dominique Di Piazza, Tommy Emmanuel, Mike Pope, Marcus Miller, Kevin Walker, Booker King, Alain Caron, Rick Latham, Steve Smith, Carl Porter, Arthur Miles, Gerry Popolo, Pippo Matino, Pietro Iodice, Paolo Pelella, Valerio Silvestro, Agostino Mennella, Salvio Vassallo, Vittorio Pepe,  Le Rondinella, Maria Nazionale, Loredana Lubrano, Giuliana Pagano.

## Dischi da solista
- Suoni di Vista - Map/Venus -
- Parallel Grooves - Music Corporation -